# Nado, kkot!
Nado, kkot! (나도 꽃?), noto anche con il titolo internazionale Me Too, Flower!, è un drama coreano del 2011.

## Trama
Cha Bong-sun è una poliziotta che non svolge il proprio lavoro con passione, o credendo nell'ideale della giustizia, bensì pensando solo al possibile guadagno che ne può trarre. L'incontro con Seo Jae-hee porta però la sua vita a un punto di svolta.